# Дир-Лодж (округ)
Округ Дир-Лодж (англ. Deer Lodge County) располагается в штате Монтана, США. Официально образован в 1865 году. По состоянию на 2010 год, численность населения составляла 9298 человек.

## География
По данным Бюро переписи США, общая площадь округа равняется 1 919,192 км2, из которых 1 908,832 км2 суша и 12,173 км2 или 0,600 % это водоёмы.

## Население
По данным переписи населения 2000 года в округе проживает 9 417 жителей в составе 3 995 домашних хозяйств и 2 524 семьи. Плотность населения составляет 5,00 человек на км2. На территории округа насчитывается 4 958 жилых строений, при плотности застройки около 3,00-х строений на км2. Расовый состав населения: белые — 95,87 %, афроамериканцы — 0,17 %, коренные американцы (индейцы) — 1,77 %, азиаты — 0,36 %, гавайцы — 0,01 %, представители других рас — 0,18 %, представители двух или более рас — 1,64 %. Испаноязычные составляли 1,65 % населения независимо от расы.
В составе 25,80 % из общего числа домашних хозяйств проживают дети в возрасте до 18 лет, 50,00 % домашних хозяйств представляют собой супружеские пары проживающие вместе, 9,40 % домашних хозяйств представляют собой одиноких женщин без супруга, 36,80 % домашних хозяйств не имеют отношения к семьям, 33,40 % домашних хозяйств состоят из одного человека, 16,70 % домашних хозяйств состоят из престарелых (65 лет и старше), проживающих в одиночестве. Средний размер домашнего хозяйства составляет 2,26 человека, и средний размер семьи 2,84 человека.
Возрастной состав округа: 22,50 % моложе 18 лет, 7,90 % от 18 до 24, 24,00 % от 25 до 44, 26,80 % от 45 до 64 и 26,80 % от 65 и старше. Средний возраст жителя округа 42 лет. На каждые 100 женщин приходится 99,80 мужчин. На каждые 100 женщин старше 18 лет приходится 97,30 мужчин.
Средний доход на домохозяйство в округе составлял 26 305 USD, на семью — 36 158 USD. Среднестатистический заработок мужчины был 27 230 USD против 18 719 USD для женщины. Доход на душу населения составлял 15 580 USD. Около 11,60 % семей и 15,80 % общего населения находились ниже черты бедности, в том числе — 21,40 % молодежи (тех, кому ещё не исполнилось 18 лет) и 9,80 % тех, кому было уже больше 65 лет.